# Rhett Miller

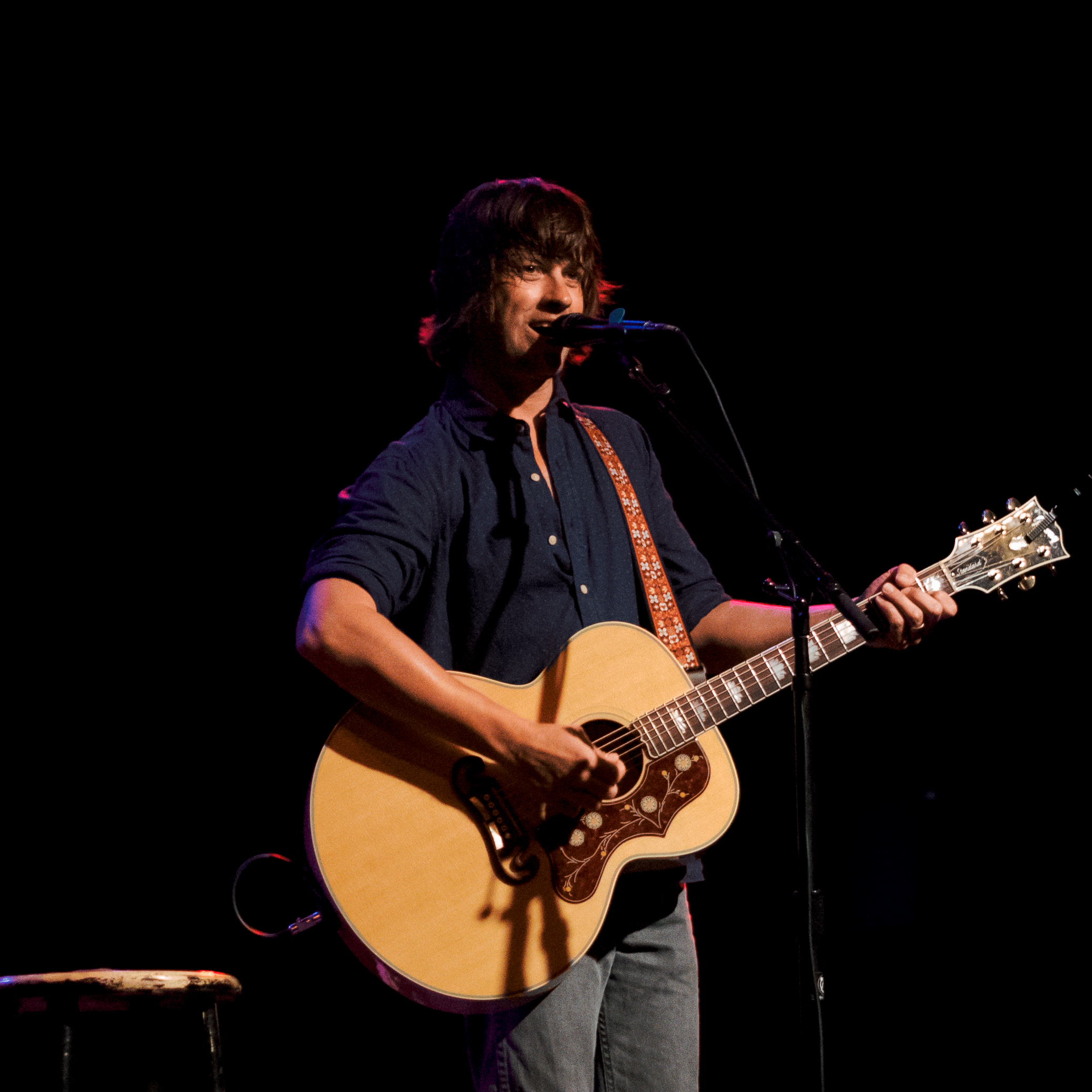
Rhett Miller en el Triple Door en Seattle. 10 de diciembre de 2013

Stewart Ransom "Rhett" Miller II (nacido el 6 de septiembre de 1970) es el cantante principal de la banda de country alternativo Old 97's.  También graba y actúa como solista, y ha publicado como escritor de ficción y no ficción.

## Comienzos
Miller, un texano de séptima generación, nació en Austin, Texas, hijo de Stewart Ransom "Randy" Miller, abogado y de Ann Morwood (nacida Wilson Pugh).  Los padres de Miller se divorciaron cuando él tenía 17 años.  Miller, el mayor de tres hijos, tiene un hermano y una hermana menores.  En 1952, el abuelo paterno de Miller, Giles E. Miller, un joven y millonario descendiente de una exitosa familia textil, era el dueño del primer equipo de fútbol americano de la NFL en el sur, los Dallas Texans.  Los Texans se retiraron después de siete partidos, lo que marca la última vez que una franquicia de la NFL iría a la quiebra.
La familia de Miller vivía en el vecindario de Highland Park, Texas, donde asistió a la Escuela Primaria Armstrong.  En cuarto grado, Miller fue hospitalizado debido a un problema grave en el oído interno que resultó en una hospitalización de un mes de duración.  En el sexto grado, comenzó a asistir a la Escuela de San Marcos de Texas, una escuela privada para niños en el norte de Dallas.  Miller ha dicho que su tiempo en St. Mark's fue muy difícil, y que fue excluido y hostigado.  Su depresión culminó en un intento de suicidio a la edad de 14 años.  Como parte del proceso de recuperación, Miller se dedicó a la música y comenzó a tocar en bandas en la escuela secundaria y se convirtió en un artista folklórico local, tocando en lugares pequeños y haciendo de telonero para artistas de giras nacionales como Rosanne Cash, Chris Isaak y The Lords of the New Church  En la escuela secundaria, editó la revista literaria de San Marcos y ayudó a crear una revista literaria alternativa llamada The Rag, para la que escribió poesía.  Comenzó a tomar clases de guitarra cuando tenía 12 años, comenzó a escribir canciones cuando tenía 13 años y tocó su primer concierto a los 15 años en abril de 1985 en el 500 Cafe en el centro de Dallas.
En 1989, Miller se graduó en la St. Mark's School of Texas.  Asistió brevemente al prestigioso Sarah Lawrence College, en el que había enseñado Mary McCarthy y Marguerite Yourcenar, con una beca de escritura creativa antes de decidir regresar a Texas para seguir una carrera musical.

## Carrera
En 1989, cuando todavía estaba en la escuela secundaria, Miller lanzó un álbum llamado Mythologies.  El título del álbum fue tomado de un libro de ensayos del filósofo francés Roland Barthes.  Sólo existen 1.000 copias del CD.  Miller firmó y numeró a cada una.
En 1990, cuando Miller regresó a Dallas después de su semestre en la universidad,  formó una banda llamada Sleepy Heroes con el amigo de la infancia y futuro bajista de Old 97, Murry Hammond.  Sleepy Heroes era una banda de power-pop de tres miembros.  Lanzaron un álbum, Under a Radio Sun, antes de que se separaran.  La canción de Old 97, "Victoria", fue escrita durante los últimos meses de Sleepy Heroes.
Miller fue el cantante principal de varias bandas en Dallas entre 1990 y 1993: Third Eye de Rhett Miller, Buzz, Rhett's Exploding y Retablo, para la cual Miller grabó un disco inédito en casete, que incluía algunas de las primeras canciones de Old 97s.
En 1993, Miller y Hammond formaron Old 97's como un grupo acústico de tres miembros junto con su vecino en los Marquita Courts Apartments de Dallas, el guitarrista Ken Bethea.  Tocaron juntos seis meses antes de agregar a  Darin Lin Wood a la batería.  Este tocó con la banda durante unas pocas semanas en el verano de 1993 antes de ser reemplazado por Philip Peeples, quien ha sido el baterista de la banda desde entonces. 
El primer álbum de Old 97, Hitchhike To Rhome , salió en el sello local de Dallas Big Iron Records en 1993.  Durante el primer año de Old 97's, Miller también se presentó como miembro de la banda Killbilly.  Fue durante una gira de Killbilly que Miller conoció a Nan Warshaw, propietario de Bloodshot Records de Chicago, el sello que lanzó el segundo álbum de Old 97, Wreck Your Life .
Después de una exhibición de SXSW agotada en 1995, Old 97's se encontraron con  una importante guerra de ofertas. 15 sellos discográficos lucharon para firmar con la banda, siendo el representante de Elektra Records A&R, Tom Desavia, el que finalmente firma a la banda en un contrato de varios álbumes.  Su primer lanzamiento de Elektra, Too Far to Care , salió en 1997, seguido de Fight Songs y Satellite Rides .
En 2002, Miller lanzó The Instigator en Elektra Records.  El disco fue producido y grabado con Jon Brion y recibió elogios de la crítica y una gran difusión en las estaciones de radio orientadas al rock alternativo.
En 2006, Miller lanzó The Believer en el sello Verve Forecast.  Incluye una versión de "I Believe She's Lying" de Brion y "Fireflies", un dúo con Rachael Yamagata. 
En 2009, Miller lanzó su cuarto disco, el homónimo Rhett Miller en Shout!  Factory.  El disco incluye a Jon Brion en guitarra y bajo, el miembro de The Apples en Stereo, John Dufilho en la batería y Billy Harvey en guitarra.  En 2011, Miller autoeditó una grabación en vivo de The Interpreter: Live at Largo .
En 2012, Miller lanzó The Dreamer .  El registro, fue un lanzamiento de Maximum Sunshine que Miller produjo por sí mismo, e  incluyó colaboraciones con Rosanne Cash y Ben Kweller.
En 2015, Miller lanzó su sexto disco en solitario, llamado The Traveler , en ATO Records.  El álbum fue un cambio notable para Miller, ya que lo grabó con una banda de bluegrass con base en Portland, Oregón, llamada Black Prairie, que incluye miembros de The Decemberists.  El álbum también incluye contribuciones de Peter Buck y Scott McCaughey de REM

### Escritura
Miller ha escrito cuentos, ensayos y artículos que han aparecido en Rolling Stone, The Baffler, Bookforum, Sports Illustrated, McSweeney's, The Atlantic y Salon .

### Otros proyectos
Además de su trabajo en solitario, Miller ha trabajado en varias colaboraciones, incluida la coescritura con otros músicos.
- 2004: Grabó una versión de "Homeward Bound" de Simon and Garfunkel para uno de los anuncios "Priceless" de MasterCard[20]
- 2008: coprodujo el primer EP, No One Will Know, de la banda de Nueva York The Spring Standards
- 2009: Apareció como miembro del conjunto musical en el episodio 30 Rock Kidney Now![21]

- 2019: el 23 de enero de 2019, Miller anunció el inicio de su podcast WHEELS OFF - UN EXAMEN SOBRE LA REALIDAD MENOR DETRÁS DE LA VIDA CREATIVA.  En asociación con Revoice Media, es una serie de 11 episodios, cada segmento presenta al anfitrión Miller conversando con músicos, escritores, artistas, actores, comediantes y otras personas creativas sobre los momentos clave que dieron forma a su trabajo, lo que significa crear en una era digital y lidiar con los retos y alegrías de vivir una vida creativa.[22]

## Filantropía
En 2006, Miller y su hermano Ross Miller lanzaron la serie de conciertos Breathe Easy, un evento anual en Dallas que recauda fondos para la Fundación de Fibrosis Quística y el conocimiento sobre la fibrosis quística.
En 2016, Miller apareció como parte de la iniciativa Okay to Say patrocinada por el Meadows Mental Health Institute Institute en Dallas, que fomenta el uso de la terapia para prevenir el suicidio y abordar problemas de salud mental.  En la campaña, Miller habla sobre su propio intento de suicidio cuando tenía 14 años y cómo la terapia lo ha ayudado a lo largo de los años.

## Vida personal
En 1997, Miller se mudó de Dallas a Los Ángeles.  En el 2000, se mudó a Nueva York.  Miller y su prometida vivían tres cuadras al sur del World Trade Center y estaban en casa el 9/11.  Compartió su experiencia, en un artículo que se publicó en The Atlantic en septiembre de 2011.  Miller ahora vive en el área del valle de Hudson en el estado de Nueva York.
En 2002, Miller se casó con la exmodelo Erica Iahn una semana después de que completara la producción de The Instigator.  Descubrió que estaba embarazada de su primer hijo, Max, mientras Miller estaba de gira con Tori Amos para promocionar el álbum.  Su hija, Soleil, nació en la primavera de 2006.
Miller dijo que recibió el apodo de "Rhett" porque a su madre le gustaba Rhett Butler de la película, Lo que el viento se llevó .

## Discografía

### Discos en solitario
- 1989: Mythologies (Carpe Diem Records)
- 2002: El instigador (Elektra Records)
- 2006: The Believer (Verve Forecast Records)
- 2009: Rhett Miller (Shout! Factory)
- 2011: The Interpreter: Live at Largo (Maximum Sunshine Records)
- 2012: The Dreamer (Maximum Sunshine Records)
- 2015: El Viajero (ATO Records)
- 2018: El Mensajero (ATO Records )

Sencillos
- 2002: "Our Love"
- 2002: "Come Around" – #7 Adult Alternative Songs[29]
- 2006: "Help Me, Suzanne"
- 2009: "I Need to Know Where I Stand"
- 2012: "Out of Love"
- 2015: "Most in the Summertime"
- 2018: "Total Disaster" – #28 Adult Alternative Songs[29]

### Otras contribuciones
- 2003: The Executioner's Last Songs: Volumes 2 & 3 (Bloodshot Records) – "Dang Me"
- 2005: This Bird Has Flown - A 40th Anniversary Tribute to the Beatles' Rubber Soul (Razor & Tie) – "Girl"

## Obras y publicaciones
Orden cronológico
- McSweeney's 12: Twelve New Stories from Twelve New Writers. Unpublished, Unknown, or, Unbelievable Plus Twenty-Nine Stories Written in Twenty Minutes Each. and a Story from Roddy Doyle. in Over Two Dimensions. Almost Three. San Francisco, CA: McSweeney's Quarterly. 2003. ISBN 978-1-93-241606-0. OCLC 54697932.
- Miller, Rhett (2009). «Tender 'Til The Day I Die» (Short story).  En Schaper, Julie, ed. Amplified: Fiction from Leading Alt-Country, Indie Rock, Blues and Folk Musicians. Brooklyn, N.Y.: Melville House. pp. 171–182. ISBN 978-1-93-363371-8. OCLC 297148858.
- Miller, Rhett (September 2011). «About That Day: A diary of 9/11». The Atlantic.
- Miller, Rhett (24 de mayo de 2012). «Trust me on this: David Bowie’s "Hunky Dory"». Salon.
- Miller, Rhett (12 de enero de 2015). «We Could Have Been Cowboys».
- Miller, Rhett (15 de enero de 2016). «David Bowie was my North Star: My peace and escape was in his music, especially side two of "Hunky Dory"». Salon.
- Miller, Rhett (4 de diciembre de 2017). «The Loneliness of the Long Distance Rocker».